# Liste der denkmalgeschützten Objekte in Windischgarsten
Die Liste der denkmalgeschützten Objekte in Windischgarsten enthält die 33 denkmalgeschützten, unbeweglichen Objekte der Gemeinde Windischgarsten im Bezirk Kirchdorf (Oberösterreich).

## Denkmäler
| Foto |                 | Denkmal | Standort                                                | Beschreibung | Metadaten |
| ---- | --------------- | --- | ------------------------------------------------------- | --- | --- |
| ja   | Datei hochladen | Kalvarienbergkapelle und Kreuzweg HERIS-ID: 81162 Objekt-ID: 94925                                         | südlich Am Kalvarienberg 1 Standort KG: Windischgarsten | Die Kapelle wurde 1778 errichtet und 1843 umgebaut. In der mit einer Hintergrundmalerei von 1843 geschmückten Apsis befindet sich eine Kreuzigungsgruppe mit lebensgroßen Figuren aus dem 18. Jahrhundert. 1996 erfolgte eine Außen- und Innenrestaurierung bei der besonders auf die Erhaltung der Altputze und des Solnhofener Plattenbodens geachtet wurde. | BDA-Hist.: Q38175256 Status: § 2a Stand der BDA-Liste: 2025-06-30 Name: Kalvarienbergkapelle und Kreuzweg GstNr.: 732/5, 732/6, 732/4, .204 Calvary Windischgarsten                                           |
| ja   | Datei hochladen | ehem. Stiftshaus des Klosters Spital am Pyhrn, Steinwand- und Stixenlehen HERIS-ID: 38915 Objekt-ID: 38539 | Bahnhofstraße 1 Standort KG: Windischgarsten            | | BDA-Hist.: Q37985306 Status: Bescheid Stand der BDA-Liste: 2025-06-30 Name: ehem. Stiftshaus des Klosters Spital am Pyhrn, Steinwand- und Stixenlehen GstNr.: .46 Steinwand- und Stixenlehen, Windischgarsten |
| ja   | Datei hochladen | Wohn- und Geschäftshaus, Gebhartslehen HERIS-ID: 81167 Objekt-ID: 94930                                    | Bahnhofstraße 2 Standort KG: Windischgarsten            | | BDA-Hist.: Q38175294 Status: § 2a Stand der BDA-Liste: 2025-06-30 Name: Wohn- und Geschäftshaus, Gebhartslehen GstNr.: .53/1 Gebhartslehen                                                                    |
| ja   | Datei hochladen | Kath. Pfarrkirche hl. Jakob und ehem. Friedhof HERIS-ID: 81155 Objekt-ID: 94918                            | Bahnhofstraße 3 Standort KG: Windischgarsten            | Die Pfarrkirche des heiligen Jakob wurde 1463 neu erbaut und vom 17. bis zum 19. Jahrhundert mehrmals restauriert. Das vierjochige Langhaus hat zum Teil gotische Mauern, ist barock umgebaut und hat breite, stark eingezogene Streben. Mit den beiden tonnengewölbten Emporen und den Durchgängen zwischen den Streben erscheint das Langhaus dreischiffig. Der gotische Turm von 1495 schließt an die Sakristei an und hat einen achtseitigen Spitzhelm. Im Inneren befinden sich Bilder aus dem 18. Jahrhundert in prächtigen Rahmen. Rund um die Kirche stehen schmiedeeiserne Grabkreuze aus dem 17. und 18. Jahrhundert, darunter auch das „Schoißwohl-Kreuz“, eine Arbeit aus Andreas Ferdinand Lindemayrs Hofschmiede in Spital am Pyhrn (ca. von 1720), jetzt im Langhaus neben dem Eingang aufgestellt. | BDA-Hist.: Q21856578 Status: § 2a Stand der BDA-Liste: 2025-06-30 Name: Kath. Pfarrkirche hl. Jakob und ehem. Friedhof GstNr.: .45 Pfarrkirche hl. Jakob, Windischgarsten                                     |
| ja   | Datei hochladen | Kriegerdenkmal HERIS-ID: 81370 Objekt-ID: 95141                                                            | bei Bahnhofstraße 3 Standort KG: Windischgarsten        | | BDA-Hist.: Q38175668 Status: § 2a Stand der BDA-Liste: 2025-06-30 Name: Kriegerdenkmal GstNr.: .45 |
| ja   | Datei hochladen | Bildstock, Christkindl-Kapelle HERIS-ID: 81361 Objekt-ID: 95131                                            | bei Dambachstraße 24 Standort KG: Windischgarsten       | | BDA-Hist.: Q38175621 Status: § 2a Stand der BDA-Liste: 2025-06-30 Name: Bildstock, Christkindl-Kapelle GstNr.: 78/2                                                                                           |
| ja   | Datei hochladen | Friedhof christlich mit Friedhofskapelle und Leichenhalle HERIS-ID: 81160 Objekt-ID: 94923                 | gegenüber Friedhofstraße 4 Standort KG: Windischgarsten | | BDA-Hist.: Q38175244 Status: § 2a Stand der BDA-Liste: 2025-06-30 Name: Friedhof christlich mit Friedhofskapelle und Leichenhalle GstNr.: 408/1 Cemetery in Windischgarsten                                   |
| ja   | Datei hochladen | Bezirksgericht, ehem. Plescherhäusel HERIS-ID: 81181 Objekt-ID: 94946                                      | Gerichtsgasse 1 Standort KG: Windischgarsten            | | BDA-Hist.: Q38175360 Status: § 2a Stand der BDA-Liste: 2025-06-30 Name: Bezirksgericht, ehem. Plescherhäusel GstNr.: .52 Bezirksgericht Windischgarsten                                                       |
| ja   | Datei hochladen | Denkmal Hans Hauenschild HERIS-ID: 81522 Objekt-ID: 95300                                                  | bei Gerichtsgasse 1 Standort KG: Windischgarsten        | Das Denkmal für Hans Hauenschild, einen Sohn Windischgarstens, wurde anlässlich seines 100sten Todestages vom Friedhof in Vouvry, wo er 1901 gestorben war, nach Windischgarsten überführt und hinter dem Bezirksgericht aufgestellt. Das Relief auf dem ursprünglichen Grabstein stammt von seinem Sohn Rudolf. | BDA-Hist.: Q38175943 Status: § 2a Stand der BDA-Liste: 2025-06-30 Name: Denkmal Hans Hauenschild GstNr.: .52                                                                                                  |
| ja   | Datei hochladen | Kulturhaus Römerfeld HERIS-ID: 81165 Objekt-ID: 94928                                                      | Gleinkerseestraße 13 Standort KG: Windischgarsten       | | BDA-Hist.: Q38175275 Status: § 2a Stand der BDA-Liste: 2025-06-30 Name: Kulturhaus Römerfeld GstNr.: 126 Kulturhaus Römerfeld, Windischgarsten                                                                |
| ja   | Datei hochladen | Bildstock, sog. Hafner-Kapelle HERIS-ID: 81360 Objekt-ID: 95130                                            | bei Gleinkerseestraße 13 Standort KG: Windischgarsten   | | BDA-Hist.: Q38175609 Status: § 2a Stand der BDA-Liste: 2025-06-30 Name: Bildstock, sog. Hafner-Kapelle GstNr.: 126 Hafnerkapelle, Windischgarsten                                                             |
| ja   | Datei hochladen | Römischer Gebäudekomplex HERIS-ID: 38912 Objekt-ID: 38536                                                  | bei Kirchfeldstraße 26 Standort KG: Windischgarsten     | | BDA-Hist.: Q37985273 Status: Bescheid Stand der BDA-Liste: 2025-06-30 Name: Römischer Gebäudekomplex GstNr.: 945, 947/3                                                                                       |
| ja   | Datei hochladen | Altes Schulhaus HERIS-ID: 81172 Objekt-ID: 94935                                                           | Hauptstraße 2 Standort KG: Windischgarsten              | Das Alte Schulhaus gehörte bis 1667 dem Stift Spital am Pyhrn. Ab 1842 fand es Verwendung als Bürgerspital, Versorgungshaus und Herberge. Bei der Sanierung im Jahre 1998 wurde die spätbarocke Fassadenmalerei aus dem letzten Drittel des 18. Jahrhunderts entdeckt und freigelegt. Die in Grautönen gehaltene Malerei wurde vermutlich nach einem Brand im Jahre 1778 angelegt und gliedert die Fassade durch gemalte Säulen, Eckquadrierung und horizontale Quaderbänder. Über den Fenstern des Obergeschoßes befinden sich rocaillenartige Ornamente. In der Kartusche über der Haustüre sind Initialen und die Jahreszahl „178.“ angebracht. | BDA-Hist.: Q38175330 Status: § 2a Stand der BDA-Liste: 2025-06-30 Name: Altes Schulhaus GstNr.: .19 Former school building, Windischgarsten                                                                   |
| ja   | Datei hochladen | Rathaus, sog. Rüstlehen HERIS-ID: 57442 Objekt-ID: 67496                                                   | Hauptstraße 5 Standort KG: Windischgarsten              | | BDA-Hist.: Q38076489 Status: § 2a Stand der BDA-Liste: 2025-06-30 Name: Rathaus, sog. Rüstlehen GstNr.: .44/1, .44/2, 160/2 Town hall in Windischgarsten                                                      |
| ja   | Datei hochladen | Marktbrunnen HERIS-ID: 81371 Objekt-ID: 95142                                                              | vor Hauptstraße 5 Standort KG: Windischgarsten          | Der Marktbrunnen ist mit 1745 bezeichnet. Auf dem Sockel in der Mitte steht eine Statue der Maria Immaculata auf einer toskanischen Säule mit Volutenkapitel. | BDA-Hist.: Q38175678 Status: § 2a Stand der BDA-Liste: 2025-06-30 Name: Marktbrunnen GstNr.: 957/29 Marktbrunnen (Windischgarsten)                                                                            |
| ja   | Datei hochladen | Figur des hl. Johannes Nepomuk beim Eheschmiedhaus HERIS-ID: 38916 Objekt-ID: 38540                        | Hauptstraße 7 Standort KG: Windischgarsten              | Die Statue des hl. Nepomuk am Eheschmiedhaus stammt aus dem zweiten Viertel des 18. Jahrhunderts. | BDA-Hist.: Q37985326 Status: Bescheid Stand der BDA-Liste: 2025-06-30 Name: Figur des hl. Johannes Nepomuk beim Eheschmiedhaus GstNr.: .54                                                                    |
| ja   | Datei hochladen | Ehem. Lebzelterhaus HERIS-ID: 81171 Objekt-ID: 94934                                                       | Hauptstraße 8 Standort KG: Windischgarsten              | | BDA-Hist.: Q38175321 Status: Bescheid Stand der BDA-Liste: 2025-06-30 Name: Ehem. Lebzelterhaus GstNr.: .57/1 Lebzelterhaus (Windischgarsten)                                                                 |
| ja   | Datei hochladen | Gasthaus Schwarzes Rössl, Noylehen HERIS-ID: 38918 Objekt-ID: 38542                                        | Hauptstraße 9 Standort KG: Windischgarsten              | | BDA-Hist.: Q37985360 Status: Bescheid Stand der BDA-Liste: 2025-06-30 Name: Gasthaus Schwarzes Rössl, Noylehen GstNr.: .67/1 Gasthaus Schwarzes Rössl, Windischgarsten                                        |
| ja   | Datei hochladen | Bürgerhaus, Teichlehen, Bäckerhaus am Platz HERIS-ID: 38914 Objekt-ID: 38538                               | Hauptstraße 10 Standort KG: Windischgarsten             | | BDA-Hist.: Q37985285 Status: Bescheid Stand der BDA-Liste: 2025-06-30 Name: Bürgerhaus, Teichlehen, Bäckerhaus am Platz GstNr.: .56 Teichlehen (Windischgarsten)                                              |
| ja   | Datei hochladen | Schauseite und Portal des Puchrieglerhauses HERIS-ID: 38920 Objekt-ID: 38544                               | Hauptstraße 19 Standort KG: Windischgarsten             | | BDA-Hist.: Q37985400 Status: Bescheid Stand der BDA-Liste: 2025-06-30 Name: Schauseite und Portal des Puchrieglerhauses GstNr.: .75/1 Puchrieglerhaus                                                         |
| ja   | Datei hochladen | Giebelschauseite des Hauses auf der Lacken HERIS-ID: 38917 Objekt-ID: 38541                                | Hauptstraße 20 Standort KG: Windischgarsten             | | BDA-Hist.: Q37985347 Status: Bescheid Stand der BDA-Liste: 2025-06-30 Name: Giebelschauseite des Hauses auf der Lacken GstNr.: .64 Haus auf der Lacken, Windischgarsten                                       |
| ja   | Datei hochladen | Gasthaus Zur Goldenen Sonne, Veichllehen HERIS-ID: 38919 Objekt-ID: 38543                                  | Hauptstraße 22 Standort KG: Windischgarsten             | | BDA-Hist.: Q37985379 Status: Bescheid Stand der BDA-Liste: 2025-06-30 Name: Gasthaus Zur Goldenen Sonne, Veichllehen GstNr.: .77 Gasthaus Zur Goldenen Sonne, Veichllehen, Windischgarsten                    |
| ja   | Datei hochladen | Schärhaus mit barocker Figur HERIS-ID: 38921 Objekt-ID: 38545                                              | Hauptstraße 28 Standort KG: Windischgarsten             | | BDA-Hist.: Q37985422 Status: Bescheid Stand der BDA-Liste: 2025-06-30 Name: Schärhaus mit barocker Figur GstNr.: .85 Schärhaus, Windischgarsten                                                               |
| ja   | Datei hochladen | Brunnen HERIS-ID: 81520 Objekt-ID: 95298                                                                   | vor Hauptstraße 28 Standort KG: Windischgarsten         | | BDA-Hist.: Q38175924 Status: § 2a Stand der BDA-Liste: 2025-06-30 Name: Brunnen GstNr.: 957/10 Brunnen, Hauptstraße 28, Windischgarsten                                                                       |
| ja   | Datei hochladen | Wasserreservoir HERIS-ID: 81369 Objekt-ID: 95140                                                           | östlich Kühbergstraße 20 Standort KG: Windischgarsten   | | BDA-Hist.: Q38175659 Status: § 2a Stand der BDA-Liste: 2025-06-30 Name: Wasserreservoir GstNr.: .341 |
| ja   | Datei hochladen | Marmorportal der ehem. Gerberei HERIS-ID: 38922 Objekt-ID: 38546                                           | Linzer Straße 1 Standort KG: Windischgarsten            | | BDA-Hist.: Q37985435 Status: Bescheid Stand der BDA-Liste: 2025-06-30 Name: Marmorportal der ehem. Gerberei GstNr.: .133                                                                                      |
| ja   | Datei hochladen | Heimatmuseum HERIS-ID: 81168 Objekt-ID: 94931                                                              | Museumstraße 7 Standort KG: Windischgarsten             | | BDA-Hist.: Q38175304 Status: § 2a Stand der BDA-Liste: 2025-06-30 Name: Heimatmuseum GstNr.: .1 Heimatmuseum Windischgarsten                                                                                  |
| ja   | Datei hochladen | Kruzifix HERIS-ID: 81523 Objekt-ID: 95301                                                                  | Pyhrnstraße 1, in der Nähe Standort KG: Windischgarsten | | BDA-Hist.: Q38175952 Status: § 2a Stand der BDA-Liste: 2025-06-30 Name: Kruzifix GstNr.: 190 Abstellkreuz, Windischgarsten                                                                                    |
| ja   | Datei hochladen | Steinpichler-Kapelle HERIS-ID: 81356 Objekt-ID: 95126                                                      | gegenüber Pyhrnstraße 38 Standort KG: Windischgarsten   | Diese Wegkapelle liegt an der Straße nach Spital am Pyhrn und enthält eine bemerkenswerte barocke Statue der Muttergottes. Das Gitter stammt aus der Spitaler Hofschmiede des Andreas Ferdinand Lindemayr (ca. 1725–1750) | BDA-Hist.: Q38175590 Status: § 2a Stand der BDA-Liste: 2025-06-30 Name: Steinpichler-Kapelle GstNr.: 260 Steinpichler chapel, Windischgarsten                                                                 |
| ja   | Datei hochladen | Evang. Pfarrkirche A.B. Zum Guten Hirten und Pfarrhof sowie Gästehaus HERIS-ID: 81164 Objekt-ID: 94927     | Römerweg 7 Standort KG: Windischgarsten                 | → Hauptartikel : Evangelische Kirche Windischgarsten f1 | BDA-Hist.: Q38175266 Status: § 2a Stand der BDA-Liste: 2025-06-30 Name: Evang. Pfarrkirche A.B. Zum Guten Hirten und Pfarrhof sowie Gästehaus GstNr.: .448, .572                                              |
| ja   | Datei hochladen | Pfarrheim hl. Jakob HERIS-ID: 81159 Objekt-ID: 94922                                                       | Rosenauerweg 1 Standort KG: Windischgarsten             | | BDA-Hist.: Q38175233 Status: § 2a Stand der BDA-Liste: 2025-06-30 Name: Pfarrheim hl. Jakob GstNr.: .25/1 Pfarrheim St. Jakob (Windischgarsten)                                                               |
| ja   | Datei hochladen | Pfarrhof HERIS-ID: 52716 Objekt-ID: 60253                                                                  | Rosenauerweg 1 Standort KG: Windischgarsten             | | BDA-Hist.: Q38053690 Status: § 2a Stand der BDA-Liste: 2025-06-30 Name: Pfarrhof GstNr.: .21 Pfarrhof Windischgarsten                                                                                         |
| ja   | Datei hochladen | Figurenbildstock hl. Johannes Nepomuk HERIS-ID: 81364 Objekt-ID: 95135                                     | gegenüber Ufergasse 1 Standort KG: Windischgarsten      | Auch der hl. Nepomuk an der Brücke über den Dambach ist ein Werk aus dem zweiten Viertel des 18. Jahrhunderts. | BDA-Hist.: Q38175631 Status: § 2a Stand der BDA-Liste: 2025-06-30 Name: Figurenbildstock hl. Johannes Nepomuk GstNr.: 36 Statue of John of Nepomuk, Dambachbrücke, Windischgarsten                            |

## Ehemalige Denkmäler
| Foto |                 | Denkmal                               | Standort                                     | Beschreibung | Metadaten                                                                                         |
| ---- | --------------- | ------------------------------------- | -------------------------------------------- | ------------ | ------------------------------------------------------------------------------------------------- |
| ja   | Datei hochladen | Kindergarten Objekt-ID: 96810bis 2017 | Svetlinstraße 8 Standort KG: Windischgarsten |              | BDA-Hist.: Q38179632 Status: § 2a Stand der BDA-Liste: 2017-06-23 Name: Kindergarten GstNr.: .336 |